# 马斯卡巴代斯
马斯卡巴代斯（法語：Mas-Cabardès，法語發音：[mas kabaʁdɛs] ⓘ）是法国奥德省的一个市镇，属于卡尔卡松区。

## 地理
马斯卡巴代斯（43°22'14"N, 2°21'44"E）面积9.09 平方千米，位于法国奧克西塔尼大區奥德省，该省份为法国南部沿海省份，北起塔恩省，西北接上加龙省，西接阿列日省，南至东比利牛斯省，东临地中海，东北与埃罗省接壤。
与马斯卡巴代斯接壤的市镇（或旧市镇、城区）包括：莱西耶、莱马尔蒂、米拉瓦勒卡巴代斯、罗克费尔、马扎梅。

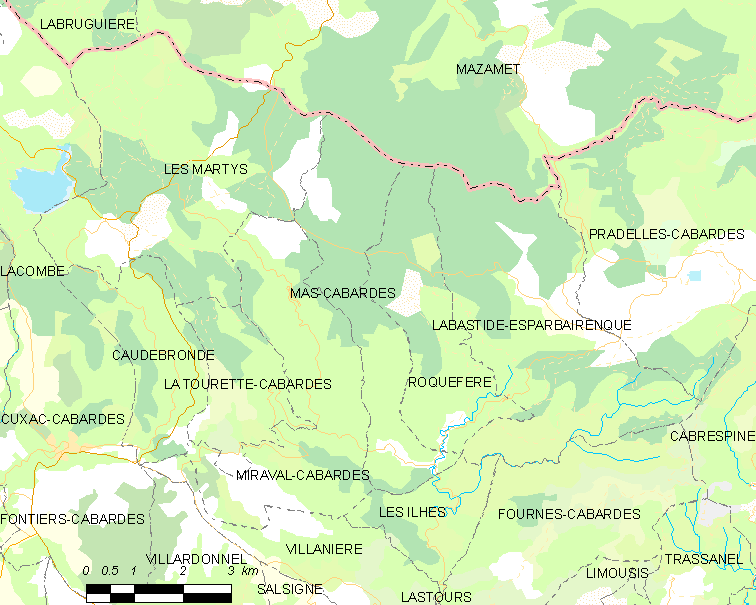
马斯卡巴代斯的OSM定位图

马斯卡巴代斯的时区为UTC+01:00、UTC+02:00（夏令时）。

## 行政
马斯卡巴代斯的邮政编码为11380，INSEE市镇编码为11222。

## 政治
马斯卡巴代斯所属的省级选区为奥尔比耶勒河谷县。

## 人口

1962-2008年间马斯卡巴代斯人口变化图示

马斯卡巴代斯于2022年1月1日时的人口数量为173人。